# هیتی‌شناسی
هیتی‌شناسی (به انگلیسی: Hittitology) مطالعه هیتی‌ها، مردم آناتولی باستانی است که در هزاره دوم پیش از میلاد امپراتوری اطراف خاتوشا را تأسیس کردند. این شامل جنبه‌های باستان‌شناسی، تاریخ، زبان‌شناسی و تاریخ هنر تمدن هیتی است. دو دانشگاه در ترکیه با رشته هیتیتولوژی علاوه بر برخی از کرسی‌ها، یکی از دانشگاه استانبول و دیگری دانشگاه آنکارا وجود دارد.
یک برنامه جزئی در لیسانس هیتی‌شناسی اخیراً در دانشگاه فیلیپس-ماربورگ آلمان ایجاد شده است.